# Tobias Unger
Tobias Benjamin (Tobias) Unger (München, 10 juli 1979) is een Duitse voormalige atleet, die gespecialiseerd was in de 100 m en de 200 m. Unger stond in 2005 op een tiende plaats op de wereldranglijst van de 200 m en was hiermee de snelste blanke loper op de 200 m dat jaar. Hij nam driemaal deel aan de Olympische Spelen, maar won hierbij geen medailles.

## Biografie
Tobias Unger studeerde sportwetenschappen aan de universiteit van Tübingen en trainde in Ludwigsburg bij LAZ Salamander Kornwestheim-Ludwigsburg. In 1998 deed hij zijn eerste internationale wedstrijd. Dit was het WK voor junioren, waar hij in de kwartfinale van de 100 m met 10,63 s sneuvelde. Op de 4 x 100 m estafette won hij met zijn teamgenoten Stefan Holz, Zapletal Jirka en Kevin Kuske een bronzen medaille in 39,99. Deze wedstrijd werd gewonnen door het Jamaicaanse team in 39,70.
Op WK indoor 2004 werd hij op de 200 m derde achter de Bahamaan Dominic Demeritte en de Zweed Johan Wissman. Op de Olympische Spelen van Athene in 2004 behaalde hij in de finale een zevende plaats met 20,64. Hij startte ook op de 4 x 100 m met zijn teamgenoten Till Helmke, Alexander Kosenkow en Ronny Ostwald, maar het viertal werd reeds in de kwalificatieronde met een tijd van 38,64 uitgeschakeld.
Zijn grootste prestatie behaalde Tobias Unger op het EK indoor 2005 door de Europese titel te winnen op de 200 m. Op de Olympische Spelen van 2008 in Peking sneuvelde hij in de series van de 100 m, maar behaalde hij op de 4 x 100 m estafette een vijfde plaats.
Bij de Europese kampioenschappen van 2012 in Helsinki behaalde Unger weer succes bij de estafette. In de finale van de 4 x 100 m estafette werd hij achter het Nederlandse team tweede samen met Julian Reus, Alexander Kosenkow en Lucas Jakubczyk. Individueel deed hij oorspronkelijk mee met de 100 m, maar hij ging uiteindelijk niet van start. Later in het jaar, bij de Olympische Spelen van Londen was er minder succes voor het estafetteteam. Ze behaalde slechts een zevende plaats in de series en moesten daardoor de finale missen.

## Titels
- Europees indoorkampioen 200 m - 2005
- Duits kampioen 100 m - 2005, 2008, 2009, 2011
- Duits kampioen 200 m - 2003, 2004, 2005
- Duits indoorkampioen 60 m - 2004, 2005, 2010
- Duits indoorkampioen 200 m - 2003, 2004 2005, 2006

## Persoonlijke records
Outdoor
| Onderdeel | Prestatie | Datum       | Plaats   |
| --------- | --------- | ----------- | -------- |
| 100 m     | 10,14 s   | 3 juli 2010 | Mannheim |
| 200 m     | 20,20 s   | 3 juli 2005 | Bochum   |

Indoor
| Onderdeel | Prestatie | Datum            | Plaats       |
| --------- | --------- | ---------------- | ------------ |
| 60 m      | 6,60 s    | 20 februari 2005 | Sindelfingen |
| 200 m     | 20,53 s   | 6 maart 2005     | Madrid       |

## Palmares

### 100 m
- 1998: 5e in ¼ fin. WJK - 10,63 s
- 2008: 7e in ¼ fin. OS - 10,36 s
- 2009: 4e in series WK - 10,42 s
- 2010: 7e in ½ fin. EK - 10,52 s
- 2012: DNS EK

### 200 m
- 2001: 7e EK <23 jr. - 21,20 s
- 2001: 6e in series WK - 21,30 s
- 2003: 6e in series WK - 21,33 s
- 2004:  WK indoor - 21,02 s
- 2004: 7e OS - 20,64 s
- 2004: 8e Wereldatletiekfinale - 20,95 s
- 2005:  EK indoor - 20,53 s
- 2005:  Europacup - 20,36 s
- 2005: 7e WK - 20,81 s
- 2006: 9e Europacup - 21,17 s

### 4 x 100 m estafette
- 1998:  WJK - 39,99 s
- 2003: DNF in ½ fin. WK
- 2004: 6e in kwal. OS - 38,64 s
- 2005: 7e WK - 38,48 s
- 2007: 6e WK - 38,62 s
- 2008: 5e OS - 38,58 s
- 2009: DNF in series WK
- 2010:  EK - 38,44 s
- 2012:  EK - 38,44 s
- 2012: 7e kwal. OS - 38,37 s

- Gemeinsame Normdatei: 1181292387
- World Athletics: 14194562
- Virtual International Authority File: 3879155345597406430005